# Duncan White
Duncan White (Kalutara, 1 de marzo de 1918-Nuneaton, Inglaterra, 3 de marzo de 1998) fue un atleta de Ceilán (en la actualidad Sri Lanka), especialista en la prueba de 400 m vallas en la que llegó a ser subcampeón olímpico en 1948.

## Carrera deportiva
En los  Juegos Olímpicos de Londres 1948 ganó la medalla de plata en los 400 m vallas, corriéndolos en un tiempo de 51.8 segundos, llegando a meta tras el estadounidense Roy Cochran (oro con 51.1 segundos) y por delante del sueco Rune Larsson (bronce con 52.2 segundos).